# Bahnstrecke Düsseldorf-Derendorf–Dortmund Süd
| | |                                                  |                                                  |
| Streckennummer (DB): | 2423 (Düsseldorf–Dortmund) 2722 (W-Vohwinkel–W-Varresbeck) 2710 (W-Oberbarmen–W-Wichlinghausen) 2712 (Schwelm–W-Langerfeld (alt))                                                                                     |                                                  |                                                  |
| Kursbuchstrecke (DB): | 434 (Regionalbahn) 450.5, 450.8, 450.9, 450.28 (S-Bahn) |                                                  |                                                  |
| Kursbuchstrecke: | 232a (Dortmund Süd – Hagen Hbf 1946) 228d (Hagen Hbf – Erkrath Nord 1946) 228m (Gevelsberg West – Wichlinghausen 1946) 228d (Wichlinghausen – Wuppertal-Oberbarmen 1946) 228d (Varresbeck – Wuppertal-Vohwinkel 1946) |                                                  |                                                  |
| Streckenlänge: | 78 km |                                                  |                                                  |
| Spurweite: | 1435 mm (Normalspur) |                                                  |                                                  |
| Streckenklasse: | D4 (D.-Gerresheim–Dornap) |                                                  |                                                  |
| Maximale Neigung: | 35 ‰ |                                                  |                                                  |
| Minimaler Radius: | 229,70 m |                                                  |                                                  |
| Streckengeschwindigkeit: | 100 km/h |                                                  |                                                  |
| Zugbeeinflussung: | PZB |                                                  |                                                  |
| Zweigleisigkeit: | Hagen-Eckesey–Gevelsberg West D.-Gerresheim–Dornap-Hahnenfurth |                                                  |                                                  |
| | |                                                  |                                                  |
| \| \| \| ehem. Strecke von Gronau \| \| \| \| (3,8) \| Dortmund Ost (ehem. Dortmund DGE) \| Dortmund Ost (ehem. Dortmund DGE) \| \| \| \| Strecke von Dortmund-Dorstfeld \| \| \| \| 77,6 (0,0) \| Dortmund Süd (ehem. Dortmund RhE) \| Dortmund Süd (ehem. Dortmund RhE) \| \| \| \| Strecke nach Unna-Königsborn \| \| \| \| \| (ehem. Verbindungsstrecke von 1880) \| \| \| \| 76,000 \| Dortmund-Kluse \| Dortmund-Kluse \| \| \| \| Strecke von Soest \| \| \| \| 74,100 \| Hörde-Hacheney (ehem. Hörde RhE) \| Hörde-Hacheney (ehem. Hörde RhE) \| \| \| \| (Verbindungskurve von 1957) \| \| \| \| 73,800 \| Dortmund Signal-Iduna-Park \| Dortmund Signal-Iduna-Park \| \| \| \| Strecke nach Dortmund \| \| \| \| 72,000 \| Dortmund Tierpark \| Dortmund Tierpark \| \| \| 71,000 \| Verbandstraße \| Verbandstraße \| \| \| 70,300 \| Dortmund-Kirchhörde \| Dortmund-Kirchhörde \| \| \| 68,500 \| ehem. Strecke von Bochum-Langendreer \| ehem. Strecke von Bochum-Langendreer \| \| \| 68,500 \| Dortmund-Löttringhausen \| Dortmund-Löttringhausen \| \| \| 65,800 \| Ender Tunnel (944 m) \| Ender Tunnel (944 m) \| \| \| 64,200 \| Wittbräucke \| Wittbräucke \| \| \| 62,0 (3,4) \| Herdecke \| Herdecke \| \| \| 61,000 \| Ruhr-Viadukt (Herdecke) (313 m) \| Ruhr-Viadukt (Herdecke) (313 m) \| \| \| \| (urspr. Strecke führte an Hagen Hbf vorbei) \| \| \| \| \| Hauptstrecke von Dortmund \| \| \| \| \| Ruhrtalbahn ↔ Strecke nach Schwerte \| \| \| \| (0,1)(3,5) \| Hagen-Vorhalle Yo (Abzw) \| Hagen-Vorhalle Yo (Abzw) \| \| \| \| Bechelte (Abzw) → Ruhr-Sieg-Strecke \| \| \| \| \| Volme \| \| \| \| \| Hagen Gbf \| \| \| \| \| Hagen-Eckesey (geplant) \| \| \| \| 56,900 \| Hagen-Eckesey (ehem. Hagen RhE) \| Hagen-Eckesey (ehem. Hagen RhE) \| \| \| \| (Verbindungsstrecke) \| \| \| \| \| Volme \| \| \| \| (0,9)(−0,1) \| Hagen Hbf \| Hagen Hbf \| \| \| \| nach Gummersbach-Dieringhausen \| \| \| \| \| Hauptstrecke nach Wuppertal \| \| \| \| (1,1) \| Hagen-Wehringhausen \| Hagen-Wehringhausen \| \| \| (1,3) \| Abzw Hagen-Kückelhausen \| Abzw Hagen-Kückelhausen \| \| \| 55,100 \| Abzw Weidestraße \| Abzw Weidestraße \| \| \| 55,000 \| Hagen-Kückelhausen (zuletzt Awanst) \| Hagen-Kückelhausen (zuletzt Awanst) \| \| \| \| ehem. Trasse der Ennepetalbahn \| \| \| \| 52,7 (3,1) \| Hagen-Heubing (ehem. Haspe RhE) \| Hagen-Heubing (ehem. Haspe RhE) \| \| \| 51,200 \| ehem. Schlebusch-Harkorter Kohlenbahn \| ehem. Schlebusch-Harkorter Kohlenbahn \| \| \| 50,400 \| Hagen-Westerbauer \| Hagen-Westerbauer \| \| \| 49,400 \| Hagen-Obervogelsang \| Hagen-Obervogelsang \| \| \| 48,800 \| Gevelsberg-Knapp \| Gevelsberg-Knapp \| \| \| 45,800 \| Gevelsberg Hbf \| Gevelsberg Hbf \| \| \| 44,800 \| Gevelsberg-Kipp \| Gevelsberg-Kipp \| \| \| 44,200 \| ehem. Strecke von Witten \| ehem. Strecke von Witten \| \| \| 43,800 \| Gevelsberg West \| Gevelsberg West \| \| \| \| Strecke nach Schwelm \| \| \| \| 41,900 \| Schwelmer Tunnel (742 m) \| Schwelmer Tunnel (742 m) \| \| \| 40,3 (5,7) \| Schwelm-Loh (ehem. Schwelm RhE) \| Schwelm-Loh (ehem. Schwelm RhE) \| \| \| \| (ehem. Verbindungsstrecke von 1913) \| \| \| \| \| Hauptstrecke von Hagen \| \| \| \| 37,600 \| Vörfken \| Vörfken \| \| \| \| A1 \| \| \| \| (2,2) \| Wuppertal-Langerfeld Gbf (alt) \| Wuppertal-Langerfeld Gbf (alt) \| \| \| \| ehem. Strecke von Hattingen \| \| \| \| \| (ehem. Verbindungsstrecke von 1890) \| \| \| \| \| Wichlinghauser Tunnel (290 m) \| \| \| \| \| \| \| \| \| 34,3 (0,0) \| Wuppertal-Wichlinghausen (ehem. Ober-Barmen RhE) \| Wuppertal-Wichlinghausen (ehem. Ober-Barmen RhE) \| \| \| \| \| \| \| \| (3,3) \| Wuppertal-Oberbarmen \| Wuppertal-Oberbarmen \| \| \| \| Hauptstrecke nach Wuppertal \| \| \| \| \| Fatloh-Tunnel (85 m) \| \| \| \| \| \| \| \| \| 32,400 \| Wuppertal-Heubruch (ehem. Mittel-Barmen RhE) \| Wuppertal-Heubruch (ehem. Mittel-Barmen RhE) \| \| \| \| \| \| \| \| 31,700 \| Wuppertal-Rott \| Wuppertal-Rott \| \| \| \| Rott-Tunnel (351 m) \| \| \| \| \| ehem. Stichstrecke von Wuppertal-Hatzfeld \| \| \| \| \| \| \| \| \| 30,600 \| Wuppertal-Loh (ehem. Unter-Barmen RhE) \| Wuppertal-Loh (ehem. Unter-Barmen RhE) \| \| \| \| \| \| \| \| \| „Lego-Brücke“ \| \| \| \| 29,400 \| Wuppertal-Ostersbaum \| Wuppertal-Ostersbaum \| \| \| \| Engelnberg-Tunnel (171 m) \| \| \| \| 28,400 \| Wuppertal-Mirke \| Wuppertal-Mirke \| \| \| \| Dorrenberg-Tunnel (175 m) \| \| \| \| 26,800 \| Wuppertal-Ottenbruch \| Wuppertal-Ottenbruch \| \| \| \| Dorp-Tunnel (488 m) \| \| \| \| 25,800 \| Wuppertal-Dorp \| Wuppertal-Dorp \| \| \| \| \| \| \| \| 24,8 (3,5) \| Wuppertal-Varresbeck (ehem. Sonnborn RhE) \| Wuppertal-Varresbeck (ehem. Sonnborn RhE) \| \| \| \| \| \| \| \| 23,3 (2,0) \| Wuppertal-Lüntenbeck \| Wuppertal-Lüntenbeck \| \| \| \| (ehem. Verbindungsstrecke von 1896) \| \| \| \| \| Hauptstrecke von Wuppertal \| \| \| \| \| Tesch-Tunnel (526 m) \| \| \| \| (0,4) \| Wuppertal-Vohwinkel (Keilbahnhof) \| Wuppertal-Vohwinkel (Keilbahnhof) \| \| \| \| \| \| \| \| \| Hauptstrecke nach Düsseldorf \| \| \| \| 21,450 \| Wuppertal-Dornap Abzw nach Essen-Steele \| Wuppertal-Dornap Abzw nach Essen-Steele \| \| \| 21,385 \| Infrastrukturgrenze DB InfraGO / Regiobahn \| Infrastrukturgrenze DB InfraGO / Regiobahn \| \| \| 20,548 \| Wuppertal-Hahnenfurth/Düssel \| Wuppertal-Hahnenfurth/Düssel \| \| \| 19,800 \| Dornap-Hahnenfurth \| Dornap-Hahnenfurth \| \| \| \| \| \| \| \| \| Düssel \| \| \| \| 17,000 \| Mettmann Ost \| Mettmann Ost \| \| \| 15,500 \| Mettmann Stadtwald \| Mettmann Stadtwald \| \| \| 14,900 \| Mettmann Zentrum \| Mettmann Zentrum \| \| \| 11,700 \| Neanderthal (ehem. Bf) \| Neanderthal (ehem. Bf) \| \| \| 8,500 \| Erkrath Nord \| Erkrath Nord \| \| \| \| Neutrassierung nach Gerresheim BME (1891) \| \| \| \| 4,000 \| Gerresheim RhE (bis 1891) \| Gerresheim RhE (bis 1891) \| \| \| \| Neutrassierung von Gerresheim BME (1891) \| \| \| \| \| Strecke Abzw Hardt–Düsseldorf-Eller \| \| \| \| \| ehem. Verbindungsstrecke von Düsseldorf-Eller \| \| \| \| 2,000 \| Flingern (Ost) (Abzw) \| Flingern (Ost) (Abzw) \| \| \| 1,800 \| Fortuna (Abzw) \| Fortuna (Abzw) \| \| \| \| (ehem. Trasse der Ruhrtalbahn) \| \| \| \| 1,200 \| Dora (Abzw) \| Dora (Abzw) \| \| \| \| Düsseldorf-Flingern \| \| \| \| \| Hauptstrecke nach Düsseldorf Hbf \| \| \| \| \| Rethel (Abzw) \| \| \| \| \| Hauptstrecke Duisburg–Düsseldorf \| \| \| \| \| S-Bahn Düsseldorf-Derendorf–Düsseldorf \| \| \| \| \| Ortsgleise Düsseldorf Flughafen–Düsseldorf \| \| \| \| \| Heinrich (Abzw) \| \| \| \| 0,000 \| Düsseldorf RhE \| Düsseldorf RhE \| \| \| \| \| \| \| Quellen: [1][2][3][4] \| \| \| \| | |                                                  |                                                  |
| Strecke (außer Betrieb) | | ehem. Strecke von Gronau                         | ehem. Strecke von Gronau                         |
| Bahnhof (Strecke außer Betrieb) | (3,8) | Dortmund Ost (ehem. Dortmund DGE)                | Dortmund Ost (ehem. Dortmund DGE)                |
| Strecke von rechts · Strecke (außer Betrieb) | | Strecke von Dortmund-Dorstfeld                   | Strecke von Dortmund-Dorstfeld                   |
| Dienststation / Betriebs- oder Güterbahnhof · Strecke (außer Betrieb) | 77,6 (0,0) | Dortmund Süd (ehem. Dortmund RhE)                | Dortmund Süd (ehem. Dortmund RhE)                |
| Abzweig ehemals geradeaus und nach links · Kreuzung geradeaus unten (Strecke geradeaus außer Betrieb) | | Strecke nach Unna-Königsborn                     | Strecke nach Unna-Königsborn                     |
| Abzweig geradeaus und nach links (Strecke außer Betrieb) · Strecke nach rechts (außer Betrieb) | | (ehem. Verbindungsstrecke von 1880)              | (ehem. Verbindungsstrecke von 1880)              |
| Haltepunkt / Haltestelle (Strecke außer Betrieb) | 76,000 | Dortmund-Kluse                                   | Dortmund-Kluse                                   |
| Strecke von links · Kreuzung geradeaus unten (Strecke geradeaus außer Betrieb) | | Strecke von Soest                                | Strecke von Soest                                |
| Strecke · Bahnhof (Strecke außer Betrieb) | 74,100 | Hörde-Hacheney (ehem. Hörde RhE)                 | Hörde-Hacheney (ehem. Hörde RhE)                 |
| Abzweig geradeaus und von links · Abzweig ehemals geradeaus und von rechts | | (Verbindungskurve von 1957)                      | (Verbindungskurve von 1957)                      |
| Bahnhof · Strecke | 73,800 | Dortmund Signal-Iduna-Park                       | Dortmund Signal-Iduna-Park                       |
| Strecke nach rechts · Strecke | | Strecke nach Dortmund                            | Strecke nach Dortmund                            |
| Haltepunkt / Haltestelle | 72,000 | Dortmund Tierpark                                | Dortmund Tierpark                                |
| ehemaliger Haltepunkt / Haltestelle | 71,000 | Verbandstraße                                    | Verbandstraße                                    |
| Haltepunkt / Haltestelle | 70,300 | Dortmund-Kirchhörde                              | Dortmund-Kirchhörde                              |
| Abzweig geradeaus und ehemals von rechts | 68,500 | ehem. Strecke von Bochum-Langendreer             | ehem. Strecke von Bochum-Langendreer             |
| Haltepunkt / Haltestelle | 68,500 | Dortmund-Löttringhausen                          | Dortmund-Löttringhausen                          |
| Tunnel | 65,800 | Ender Tunnel (944 m)                             | Ender Tunnel (944 m)                             |
| Haltepunkt / Haltestelle | 64,200 | Wittbräucke                                      | Wittbräucke                                      |
| Bahnhof | 62,0 (3,4) | Herdecke                                         | Herdecke                                         |
| Brücke über Wasserlauf | 61,000 | Ruhr-Viadukt (Herdecke) (313 m)                  | Ruhr-Viadukt (Herdecke) (313 m)                  |
| Strecke von links (außer Betrieb) · Abzweig nach links und ehemals nach rechts · Strecke von rechts | | (urspr. Strecke führte an Hagen Hbf vorbei)      | (urspr. Strecke führte an Hagen Hbf vorbei)      |
| Kreuzung geradeaus oben (Strecke geradeaus außer Betrieb) · Strecke quer · Abzweig geradeaus und von rechts | | Hauptstrecke von Dortmund                        | Hauptstrecke von Dortmund                        |
| Kreuzung geradeaus oben (Strecke geradeaus außer Betrieb) · Abzweig quer, von rechts und ehemals von links · Kreuzung geradeaus unten | | Ruhrtalbahn ↔ Strecke nach Schwerte              | Ruhrtalbahn ↔ Strecke nach Schwerte              |
| Strecke (außer Betrieb) · Strecke · Blockstelle | (0,1)(3,5) | Hagen-Vorhalle Yo (Abzw)                         | Hagen-Vorhalle Yo (Abzw)                         |
| Abzweig ehemals geradeaus und von links · Abzweig ehemals quer, nach links und nach rechts · Abzweig geradeaus, von links und von rechts | | Bechelte (Abzw) → Ruhr-Sieg-Strecke              | Bechelte (Abzw) → Ruhr-Sieg-Strecke              |
| Brücke über Wasserlauf · Strecke von links · Abzweig geradeaus und nach rechts | | Volme                                            | Volme                                            |
| Strecke · Strecke · Dienststation / Betriebs- oder Güterbahnhof | | Hagen Gbf                                        | Hagen Gbf                                        |
| Strecke · ehemaliger S-Bahn-Halt · Strecke | | Hagen-Eckesey (geplant)                          | Hagen-Eckesey (geplant)                          |
| Dienststation / Betriebs- oder Güterbahnhof · Strecke · Strecke | 56,900 | Hagen-Eckesey (ehem. Hagen RhE)                  | Hagen-Eckesey (ehem. Hagen RhE)                  |
| Abzweig ehemals geradeaus und nach links · Abzweig geradeaus und von rechts · Strecke | | (Verbindungsstrecke)                             | (Verbindungsstrecke)                             |
| Brücke über Wasserlauf (Strecke außer Betrieb) · Brücke über Wasserlauf · Brücke über Wasserlauf | | Volme                                            | Volme                                            |
| Strecke (außer Betrieb) · Bahnhof mit S-Bahn-Halt · Bahnhof | (0,9)(−0,1) | Hagen Hbf                                        | Hagen Hbf                                        |
| Strecke (außer Betrieb) · Abzweig geradeaus und nach links · Kreuzung geradeaus oben | | nach Gummersbach-Dieringhausen                   | nach Gummersbach-Dieringhausen                   |
| Strecke (außer Betrieb) · Strecke · Strecke nach links | | Hauptstrecke nach Wuppertal                      | Hauptstrecke nach Wuppertal                      |
| Strecke (außer Betrieb) · S-Bahn-Halt | (1,1) | Hagen-Wehringhausen                              | Hagen-Wehringhausen                              |
| Strecke (außer Betrieb) · Abzweig geradeaus und nach links · Strecke von rechts | (1,3) | Abzw Hagen-Kückelhausen                          | Abzw Hagen-Kückelhausen                          |
| Abzweig geradeaus und nach links (Strecke außer Betrieb) · Kreuzung geradeaus oben (Querstrecke außer Betrieb) · Abzweig geradeaus und ehemals von rechts | 55,100 | Abzw Weidestraße                                 | Abzw Weidestraße                                 |
| Strecke nach links (außer Betrieb) · Abzweig geradeaus und ehemals von rechts · ehemaliger Kopfbahnhof Strecke ab hier außer Betrieb | 55,000 | Hagen-Kückelhausen (zuletzt Awanst)              | Hagen-Kückelhausen (zuletzt Awanst)              |
| Strecke · Strecke nach links (außer Betrieb) | | ehem. Trasse der Ennepetalbahn                   | ehem. Trasse der Ennepetalbahn                   |
| S-Bahnhof | 52,7 (3,1) | Hagen-Heubing (ehem. Haspe RhE)                  | Hagen-Heubing (ehem. Haspe RhE)                  |
| Kreuzung geradeaus oben (Querstrecke außer Betrieb) | 51,200 | ehem. Schlebusch-Harkorter Kohlenbahn            | ehem. Schlebusch-Harkorter Kohlenbahn            |
| S-Bahn-Halt | 50,400 | Hagen-Westerbauer                                | Hagen-Westerbauer                                |
| ehemaliger Haltepunkt / Haltestelle | 49,400 | Hagen-Obervogelsang                              | Hagen-Obervogelsang                              |
| S-Bahn-Halt | 48,800 | Gevelsberg-Knapp                                 | Gevelsberg-Knapp                                 |
| S-Bahn-Halt | 45,800 | Gevelsberg Hbf                                   | Gevelsberg Hbf                                   |
| S-Bahn-Halt | 44,800 | Gevelsberg-Kipp                                  | Gevelsberg-Kipp                                  |
| Abzweig geradeaus und ehemals von rechts | 44,200 | ehem. Strecke von Witten                         | ehem. Strecke von Witten                         |
| S-Bahnhof | 43,800 | Gevelsberg West                                  | Gevelsberg West                                  |
| Abzweig ehemals geradeaus und nach links | | Strecke nach Schwelm                             | Strecke nach Schwelm                             |
| Tunnel (Strecke außer Betrieb) | 41,900 | Schwelmer Tunnel (742 m)                         | Schwelmer Tunnel (742 m)                         |
| Bahnhof (Strecke außer Betrieb) | 40,3 (5,7) | Schwelm-Loh (ehem. Schwelm RhE)                  | Schwelm-Loh (ehem. Schwelm RhE)                  |
| Abzweig geradeaus und nach links (Strecke außer Betrieb) · Strecke von rechts (außer Betrieb) | | (ehem. Verbindungsstrecke von 1913)              | (ehem. Verbindungsstrecke von 1913)              |
| Strecke (außer Betrieb) · Abzweig ehemals geradeaus und von links | | Hauptstrecke von Hagen                           | Hauptstrecke von Hagen                           |
| Dienststation / Betriebs- oder Güterbahnhof (Strecke außer Betrieb) | 37,600 | Vörfken                                          | Vörfken                                          |
| Brücke (Strecke außer Betrieb) · Strecke mit Straßenbrücke | | A1                                               | A1                                               |
| Strecke (außer Betrieb) · ehemaliger Dienststation / Betriebs- oder Güterbahnhof | (2,2) | Wuppertal-Langerfeld Gbf (alt)                   | Wuppertal-Langerfeld Gbf (alt)                   |
| Abzweig von links und von rechts (Strecke außer Betrieb) · Strecke nach rechts (außer Betrieb) | | ehem. Strecke von Hattingen                      | ehem. Strecke von Hattingen                      |
| Strecke (außer Betrieb) · Strecke von links (außer Betrieb) · Abzweig geradeaus, ehemals nach rechts und ehemals von rechts | | (ehem. Verbindungsstrecke von 1890)              | (ehem. Verbindungsstrecke von 1890)              |
| Strecke (außer Betrieb) · Tunnel (Strecke außer Betrieb) | | Wichlinghauser Tunnel (290 m)                    | Wichlinghauser Tunnel (290 m)                    |
| | |                                                  |                                                  |
| Bahnhof (Strecke außer Betrieb) · Strecke (außer Betrieb) | 34,3 (0,0) | Wuppertal-Wichlinghausen (ehem. Ober-Barmen RhE) | Wuppertal-Wichlinghausen (ehem. Ober-Barmen RhE) |
| | |                                                  |                                                  |
| Strecke nach links (außer Betrieb) · Abzweig nach rechts und von rechts (Strecke außer Betrieb) · Bahnhof mit S-Bahn-Halt | (3,3) | Wuppertal-Oberbarmen                             | Wuppertal-Oberbarmen                             |
| Strecke (außer Betrieb) · Strecke nach links | | Hauptstrecke nach Wuppertal                      | Hauptstrecke nach Wuppertal                      |
| Tunnel (Strecke außer Betrieb) | | Fatloh-Tunnel (85 m)                             | Fatloh-Tunnel (85 m)                             |
| | |                                                  |                                                  |
| Bahnhof (Strecke außer Betrieb) | 32,400 | Wuppertal-Heubruch (ehem. Mittel-Barmen RhE)     | Wuppertal-Heubruch (ehem. Mittel-Barmen RhE)     |
| | |                                                  |                                                  |
| Haltepunkt / Haltestelle (Strecke außer Betrieb) | 31,700 | Wuppertal-Rott                                   | Wuppertal-Rott                                   |
| Tunnel (Strecke außer Betrieb) | | Rott-Tunnel (351 m)                              | Rott-Tunnel (351 m)                              |
| Abzweig geradeaus und von rechts (Strecke außer Betrieb) | | ehem. Stichstrecke von Wuppertal-Hatzfeld        | ehem. Stichstrecke von Wuppertal-Hatzfeld        |
| | |                                                  |                                                  |
| Bahnhof (Strecke außer Betrieb) | 30,600 | Wuppertal-Loh (ehem. Unter-Barmen RhE)           | Wuppertal-Loh (ehem. Unter-Barmen RhE)           |
| | |                                                  |                                                  |
| Brücke (Strecke außer Betrieb) | | „Lego-Brücke“                                    | „Lego-Brücke“                                    |
| Bahnhof (Strecke außer Betrieb) | 29,400 | Wuppertal-Ostersbaum                             | Wuppertal-Ostersbaum                             |
| Tunnel (Strecke außer Betrieb) | | Engelnberg-Tunnel (171 m)                        | Engelnberg-Tunnel (171 m)                        |
| Bahnhof (Strecke außer Betrieb) | 28,400 | Wuppertal-Mirke                                  | Wuppertal-Mirke                                  |
| Tunnel (Strecke außer Betrieb) | | Dorrenberg-Tunnel (175 m)                        | Dorrenberg-Tunnel (175 m)                        |
| Haltepunkt / Haltestelle (Strecke außer Betrieb) | 26,800 | Wuppertal-Ottenbruch                             | Wuppertal-Ottenbruch                             |
| Tunnel (Strecke außer Betrieb) | | Dorp-Tunnel (488 m)                              | Dorp-Tunnel (488 m)                              |
| Haltepunkt / Haltestelle (Strecke außer Betrieb) | 25,800 | Wuppertal-Dorp                                   | Wuppertal-Dorp                                   |
| | |                                                  |                                                  |
| Bahnhof (Strecke außer Betrieb) | 24,8 (3,5) | Wuppertal-Varresbeck (ehem. Sonnborn RhE)        | Wuppertal-Varresbeck (ehem. Sonnborn RhE)        |
| | |                                                  |                                                  |
| Haltepunkt / Haltestelle (Strecke außer Betrieb) | 23,3 (2,0) | Wuppertal-Lüntenbeck                             | Wuppertal-Lüntenbeck                             |
| Abzweig geradeaus und nach links (Strecke außer Betrieb) · Strecke von rechts (außer Betrieb) | | (ehem. Verbindungsstrecke von 1896)              | (ehem. Verbindungsstrecke von 1896)              |
| Strecke (außer Betrieb) · Abzweig ehemals geradeaus und von links | | Hauptstrecke von Wuppertal                       | Hauptstrecke von Wuppertal                       |
| Tunnel (Strecke außer Betrieb) · Strecke | | Tesch-Tunnel (526 m)                             | Tesch-Tunnel (526 m)                             |
| Strecke (außer Betrieb) · Bahnhof mit S-Bahn-Halt | (0,4) | Wuppertal-Vohwinkel (Keilbahnhof)                | Wuppertal-Vohwinkel (Keilbahnhof)                |
| Strecke von links · Kreuzung geradeaus unten (Strecke geradeaus außer Betrieb) · Abzweig geradeaus, nach rechts und ehemals von rechts | |                                                  |                                                  |
| Strecke · Strecke (außer Betrieb) · Strecke nach links | | Hauptstrecke nach Düsseldorf                     | Hauptstrecke nach Düsseldorf                     |
| Abzweig geradeaus und nach rechts · Strecke (außer Betrieb) | 21,450 | Wuppertal-Dornap Abzw nach Essen-Steele          | Wuppertal-Dornap Abzw nach Essen-Steele          |
| Wechsel des Eisenbahninfrastrukturunternehmens · Strecke (außer Betrieb) | 21,385 | Infrastrukturgrenze DB InfraGO / Regiobahn       | Infrastrukturgrenze DB InfraGO / Regiobahn       |
| S-Bahn-Halt | 20,548 | Wuppertal-Hahnenfurth/Düssel                     | Wuppertal-Hahnenfurth/Düssel                     |
| Strecke · Dienststation / Betriebs- oder Güterbahnhof | 19,800 | Dornap-Hahnenfurth                               | Dornap-Hahnenfurth                               |
| Strecke nach links · Abzweig geradeaus und von rechts | |                                                  |                                                  |
| Brücke über Wasserlauf | | Düssel                                           | Düssel                                           |
| ehemaliger Haltepunkt / Haltestelle | 17,000 | Mettmann Ost                                     | Mettmann Ost                                     |
| S-Bahnhof | 15,500 | Mettmann Stadtwald                               | Mettmann Stadtwald                               |
| S-Bahn-Halt | 14,900 | Mettmann Zentrum                                 | Mettmann Zentrum                                 |
| S-Bahn-Halt | 11,700 | Neanderthal (ehem. Bf)                           | Neanderthal (ehem. Bf)                           |
| S-Bahn-Halt | 8,500 | Erkrath Nord                                     | Erkrath Nord                                     |
| Abzweig ehemals geradeaus und nach links | | Neutrassierung nach Gerresheim BME (1891)        | Neutrassierung nach Gerresheim BME (1891)        |
| Bahnhof (Strecke außer Betrieb) | 4,000 | Gerresheim RhE (bis 1891)                        | Gerresheim RhE (bis 1891)                        |
| Abzweig ehemals geradeaus und von links · Strecke von links | | Neutrassierung von Gerresheim BME (1891)         | Neutrassierung von Gerresheim BME (1891)         |
| Abzweig quer und von rechts · Kreuzung geradeaus unten und rechts · Kreuzung geradeaus unten | | Strecke Abzw Hardt–Düsseldorf-Eller              | Strecke Abzw Hardt–Düsseldorf-Eller              |
| Abzweig geradeaus und ehemals von links · Kreuzung geradeaus unten (Querstrecke außer Betrieb) · Kreuzung geradeaus unten (Querstrecke außer Betrieb) | | ehem. Verbindungsstrecke von Düsseldorf-Eller    | ehem. Verbindungsstrecke von Düsseldorf-Eller    |
| ehemalige Blockstelle · Strecke · Strecke | 2,000 | Flingern (Ost) (Abzw)                            | Flingern (Ost) (Abzw)                            |
| Strecke nach links · Abzweig geradeaus und von rechts · Strecke | 1,800 | Fortuna (Abzw)                                   | Fortuna (Abzw)                                   |
| Kreuzung geradeaus oben · Kreuzung geradeaus oben | | (ehem. Trasse der Ruhrtalbahn)                   | (ehem. Trasse der Ruhrtalbahn)                   |
| Blockstelle · Strecke | 1,200 | Dora (Abzw)                                      | Dora (Abzw)                                      |
| Strecke · S-Bahn-Halt | | Düsseldorf-Flingern                              | Düsseldorf-Flingern                              |
| Abzweig geradeaus und nach links · Strecke nach links | | Hauptstrecke nach Düsseldorf Hbf                 | Hauptstrecke nach Düsseldorf Hbf                 |
| Abzweig geradeaus und von links · Strecke von rechts | | Rethel (Abzw)                                    | Rethel (Abzw)                                    |
| Strecke quer · Kreuzung geradeaus unten · Abzweig quer und nach links | | Hauptstrecke Duisburg–Düsseldorf                 | Hauptstrecke Duisburg–Düsseldorf                 |
| Strecke quer · Kreuzung geradeaus unten · Strecke quer | | S-Bahn Düsseldorf-Derendorf–Düsseldorf           | S-Bahn Düsseldorf-Derendorf–Düsseldorf           |
| Abzweig quer und von rechts · Kreuzung geradeaus unten · Strecke quer | | Ortsgleise Düsseldorf Flughafen–Düsseldorf       | Ortsgleise Düsseldorf Flughafen–Düsseldorf       |
| Strecke nach links · Abzweig ehemals geradeaus und nach rechts | | Heinrich (Abzw)                                  | Heinrich (Abzw)                                  |
| Kopfbahnhof Streckenende (Strecke außer Betrieb) | 0,000 | Düsseldorf RhE                                   | Düsseldorf RhE                                   |
| | |                                                  |                                                  |
| Quellen: | |                                                  |                                                  |

Die Bahnstrecke Düsseldorf-Derendorf–Dortmund Süd ist eine in vielen Abschnitten stillgelegte, in Teilen aber noch bis heute befahrene Eisenbahnstrecke vom Bahnhof Düsseldorf-Derendorf (ehemaliger Bahnhof Düsseldorf RhE) zum Bahnhof Dortmund Süd (ehemaliger Bahnhof Dortmund RhE).
Regional unterschiedlich wird sie auch Wuppertaler Nordbahn, Düsseltalbahn oder auch einfach Rheinische Strecke genannt.

## Geschichte
Die Strecke wurde von der Rheinischen Eisenbahn-Gesellschaft (RhE) ab 1873 als Konkurrenzstrecke zur Stammstrecke Elberfeld–Dortmund der Bergisch-Märkischen Eisenbahn-Gesellschaft (BME) gebaut. Da diese die wenigen vorhandenen Verkehrsflächen im Tal der Wupper in Anspruch nahm, wurde die neue Strecke über Mettmann, den Wuppertaler Norden, Schwelm, Gevelsberg, den Hagener Westen und Herdecke geführt.

### Dortmund

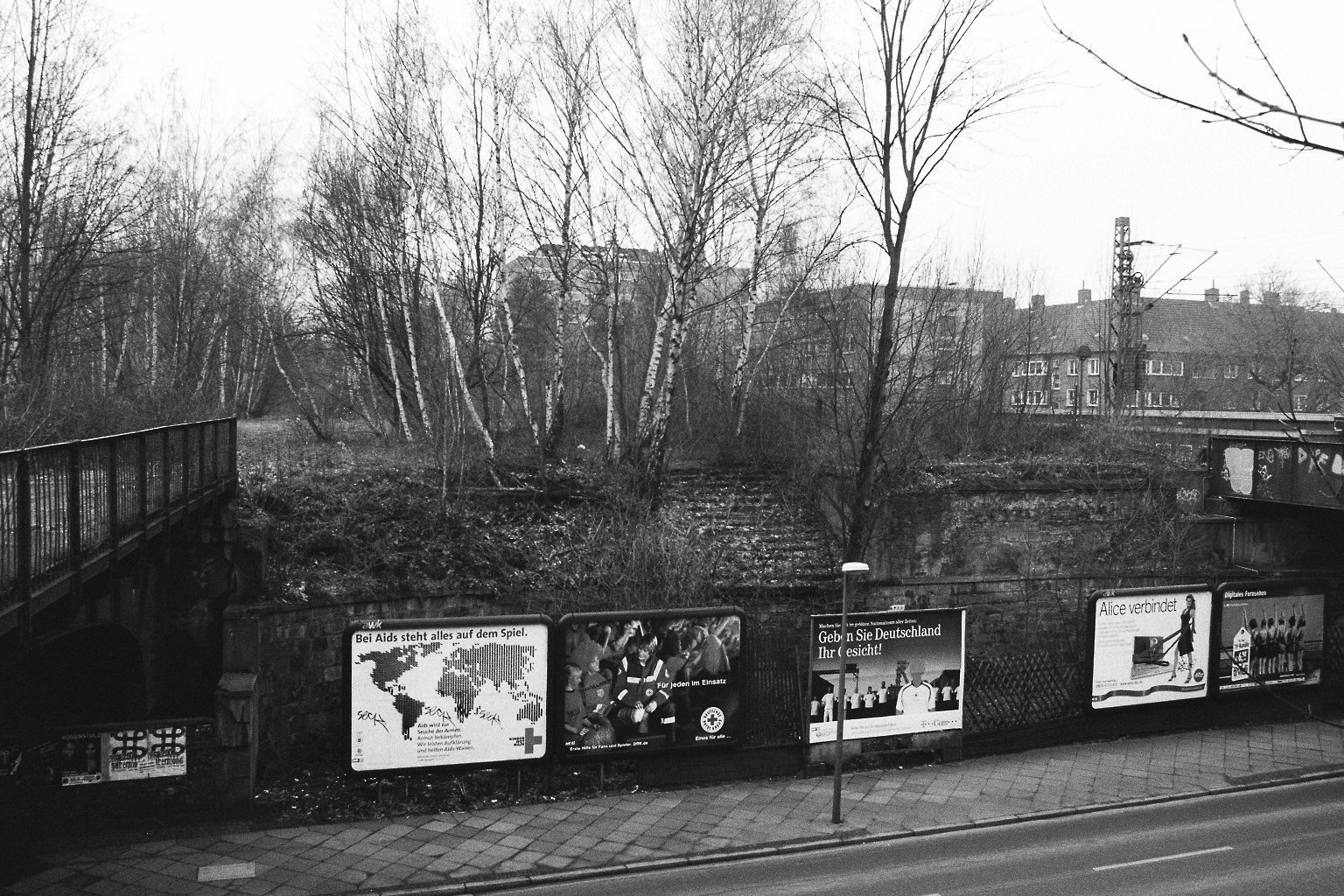
Reste des Dortmunder Südbahnhofs

Die RhE hatte bereits am 19. November 1874 das letzte Teilstück ihrer Ruhrgebietsstrecke eröffnet. Die Streckenführung verhinderte es, den Bahnhof Dortmund RhE in der Nähe des Bahnhofs Dortmund BME und des schon früher eröffneten Bahnhofs Dortmund CME der Köln-Mindener Eisenbahn-Gesellschaft (heute Dortmund Hauptbahnhof) zu errichten. Daher bauten sie ihren Bahnhof zeitgleich zum Bahnhof Dortmund KWE der Königlich-Westfälischen Eisenbahn-Gesellschaft südöstlich der Dortmunder Stadtmitte auf einem damals freien Gelände zwischen der Märkischen Straße und der Voßkuhle, dem späteren Dortmunder Südbahnhof.
Von ihrem Dortmunder Bahnhof aus baute die RhE eine neue Strecke Richtung Süden, um die dortigen Zechen bedienen zu können. Am 12. November 1875 fuhren die ersten Güterzüge bis Hörde RhE (zuletzt Hörde-Hacheney), ab dem 28. Dezember 1878 weiter nach Löttringhausen; der dortige Bahnhof Dortmund-Löttringhausen wurde nach Fertigstellung des Rheinischen Esels zwei Jahre später zu einem kleinen Eisenbahnknoten.

### Düsseldorf
Ebenfalls am 19. November 1874 hatte die RhE mit der Bahnstrecke Mülheim-Speldorf–Troisdorf eine Verbindung ihrer Ruhrgebietsstrecke mit der rechten Rheinstrecke geschaffen. Wie auch bei vielen anderen Strecken hatte die RhE auch hier eine sehr geradlinige Trassierung gewählt und dabei die Stadt Düsseldorf zunächst weiträumig umfahren.

### Wuppertal

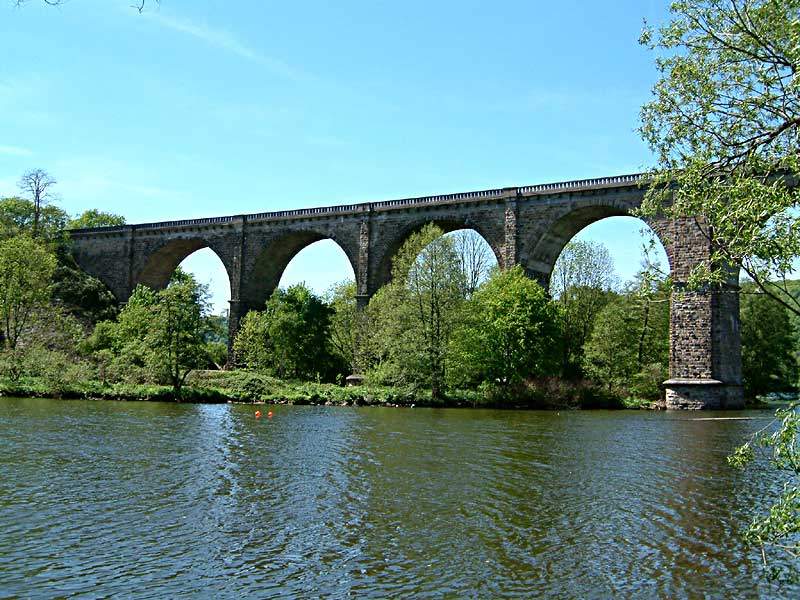
Ruhr-Viadukt Herdecke

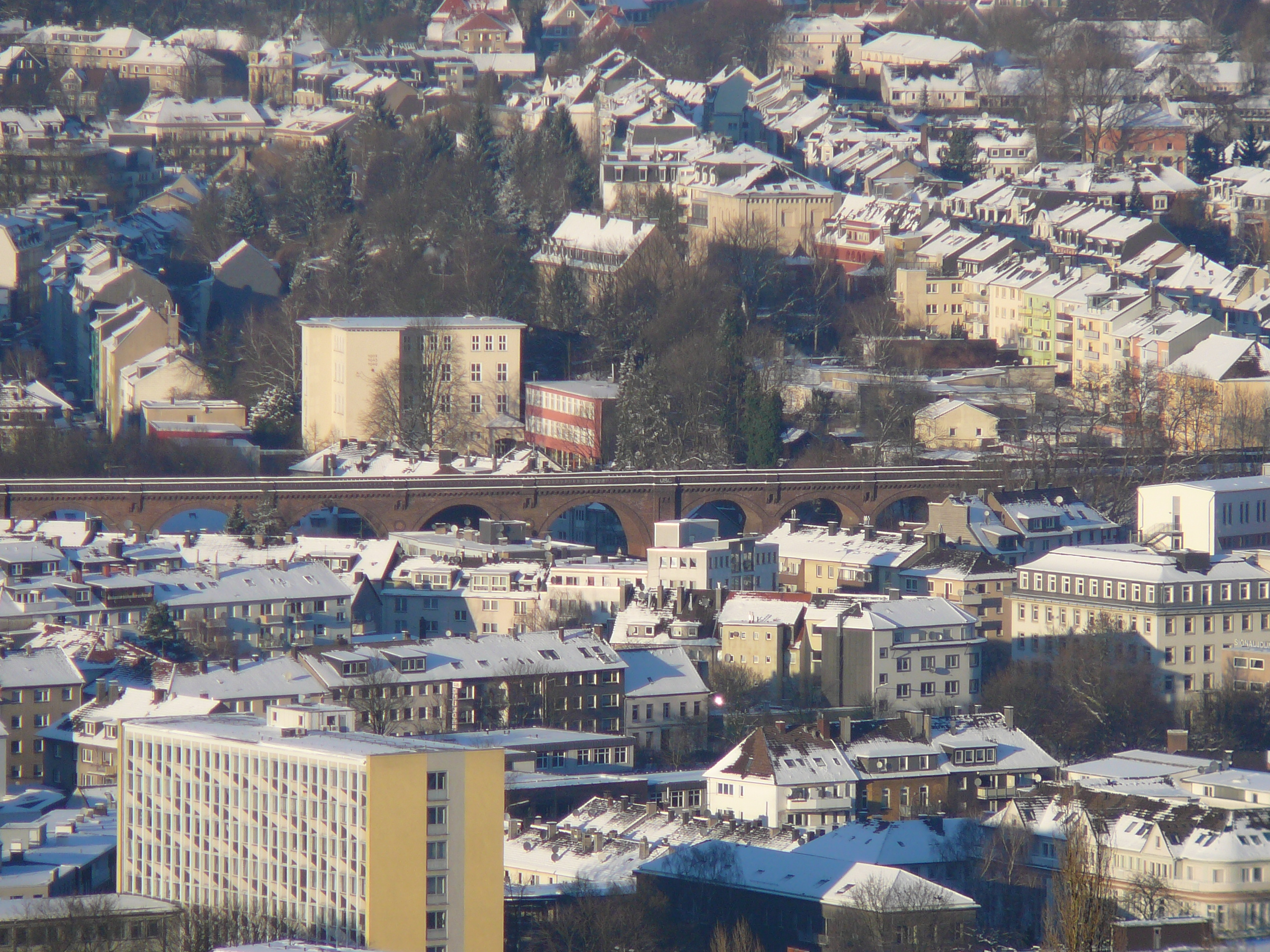
Die Strecke durchquert in Wuppertal-Barmen das Stadtgebiet auf dem Viadukt Steinweg

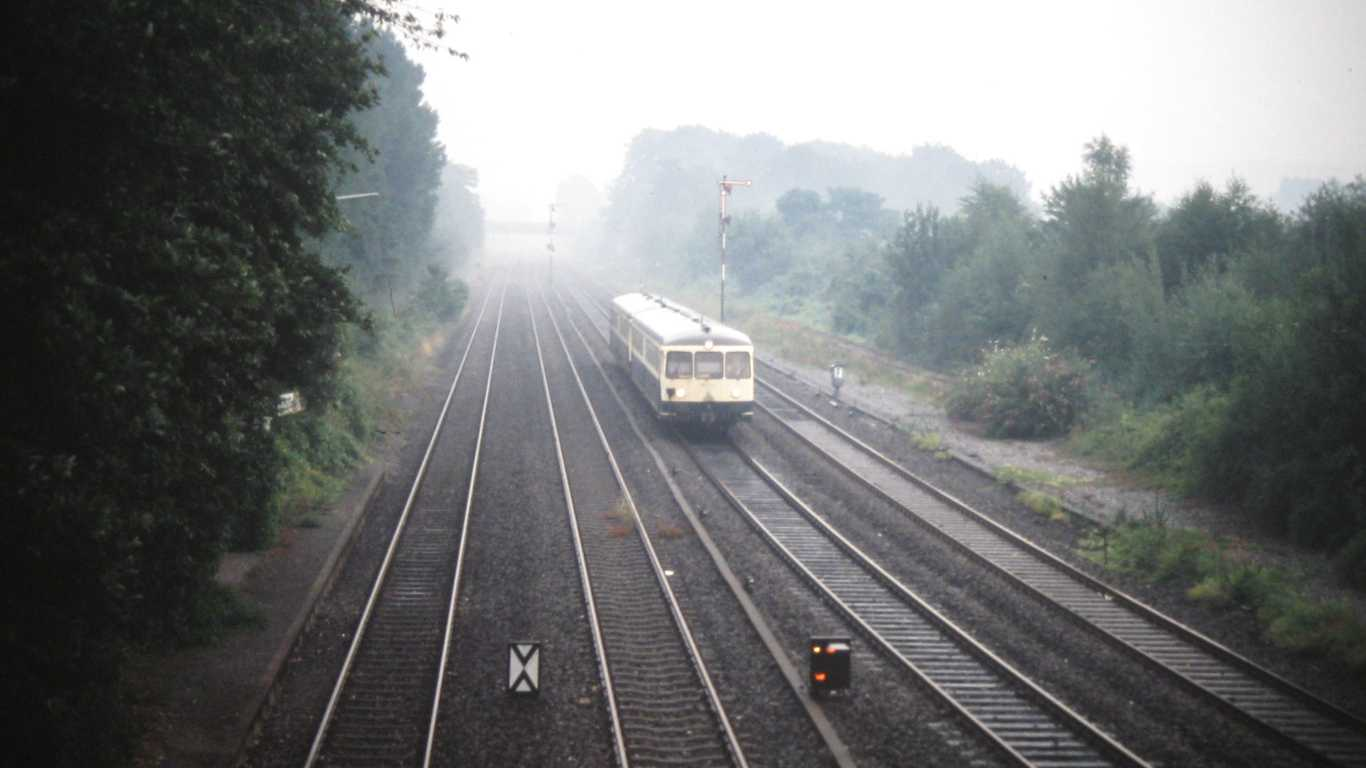
Akkumulatortriebwagen bei Wuppertal-Lüntenbeck, Fahrtrichtung Vohwinkel, 1989

Zwischen Vohwinkel und Hagen, insbesondere im dicht besiedelten Wuppertal, war die Streckenführung sehr aufwändig, da die einfachere Trasse entlang der Talachsen des Wupper- und des Ennepetals schon durch die Stammstrecke der BME besetzt war. Daher musste die Bahn in Hanglage mit aufwändigen Kunstbauwerken wie Viadukten und Tunneln versehen werden, die noch heute stark das Stadtbild in den nördlichen Stadtvierteln Wuppertals prägen. Das bekannteste Bauwerk ist der imposante Ruhr-Viadukt in Herdecke.
Von dieser Strecke zweigten mehrere weitere Bahnstrecken ab, so in Wuppertal-Barmen die Bahnstrecke Loh–Hatzfeld, die Bahnstrecke Wuppertal-Wichlinghausen–Hattingen, in Gevelsberg die Elbschetalbahn nach Witten und in Dortmund-Löttringhausen die ehemalige Strecke nach Langendreer über Witten Ost. Bei Neu-Dornap/Vohwinkel wurde die Bahnstrecke Wuppertal-Vohwinkel–Essen-Überruhr (die so genannte Prinz-Wilhelm-Eisenbahn) gekreuzt, in Hagen-Haspe vor der Verlegung zur BME-Stammstrecke die Ennepetalbahn und in Hagen-Vorhalle schließlich die Stammstrecke der BME.
Wirtschaftlich konnte sie in den Folgejahren aber mit der zentraler gelegenen Hauptstrecke der BME trotz günstigerer Steigungsverhältnisse – die Steilrampe Erkrath–Hochdahl auf der konkurrierenden BME-Strecke konnte zunächst von den Lokomotiven nicht aus eigener Kraft überwunden werden, die Züge mussten per Seilzuganlage hochgezogen werden – nicht mithalten. Nach der Verstaatlichung 1880 diente die Wuppertaler Nordbahn daher nur einem bescheidenen regionalen Personenverkehr und als Entlastungs- und Umleitungsstrecke der Stammstrecke.
Dazu wurden verschiedene Verbindungsstrecken bzw. Verbindungskurven (ohne eigene Streckennummer) zwischen der Wuppertaler Nordbahn und den benachbarten Strecken gebaut:
- Am 1. Juni 1890 eröffnete die Königliche Eisenbahndirection Elberfeld die Verbindungsstrecke zwischen Oberbarmen und Wichlinghausen (Strecke 2710, heute beide zu Wuppertal) mit Anschluss an ihre sechs Jahre zuvor eröffnete Bahnstrecke Wuppertal-Wichlinghausen–Hattingen.
- Am 1. November 1894 wurde mit der Strecke 2804 eine direkte Verbindung von Haspe RhE (heute Hagen-Heubing) nach Hagen Hauptbahnhof geschaffen, hier bestand nur Anschluss an die Stammstrecke der BME (Strecke 2801, siehe Bahnstrecke Elberfeld–Dortmund).
- Am 1. April 1896 wurde zunächst für den Güterverkehr eine weitere Verbindung zur Hauptstrecke in Betrieb genommen, einen Monat später folgte der Personenverkehr zwischen Varresbeck bzw. Lüntenbeck und Vohwinkel (Strecke 2722, heute alle zu Wuppertal).
- Am 2. Januar 1912 wurde der Personenverkehr zwischen Herdecke und Hagen-Eckesey (ehemals Hagen RhE) stillgelegt und zur neuen Verbindungsstrecke 2821 zwischen Herdecke und Abzw Hagen-Vorhalle Yo (an der Stammstrecke der BME) nach Hagen Hbf verlegt.
- Die Stichstrecke 2712 verband ab 1913 Schwelm-Loh (ehemals Schwelm RhE) mit dem alten Güterbahnhof Wuppertal-Langerfeld.
- Am 2. Juni 1957 schließlich wurde der Streckenteil nach Dortmund Süd mit diesem zusammen stillgelegt und stattdessen über eine Verbindungskurve mit der Bahnstrecke Dortmund–Soest verknüpft, um so eine direkte Zufahrt nach Dortmund Hbf zu erhalten.

Am 27. September 1991 wurde der Personenverkehr im Wuppertaler Norden stillgelegt, zuletzt mit Akkumulatortriebwagen der Baureihe 515 durchgeführt, danach fanden noch einige wenige Sonderfahrten statt. Der Güterverkehr endete zwischen Wuppertal-Heubruch und Wuppertal-Wichlinghausen ebenfalls 1991, auf dem Abschnitt zwischen Wuppertal-Vohwinkel und Wuppertal-Heubruch mit einem letzten Zug am 17. Dezember 1999.

## Heutige Nutzung

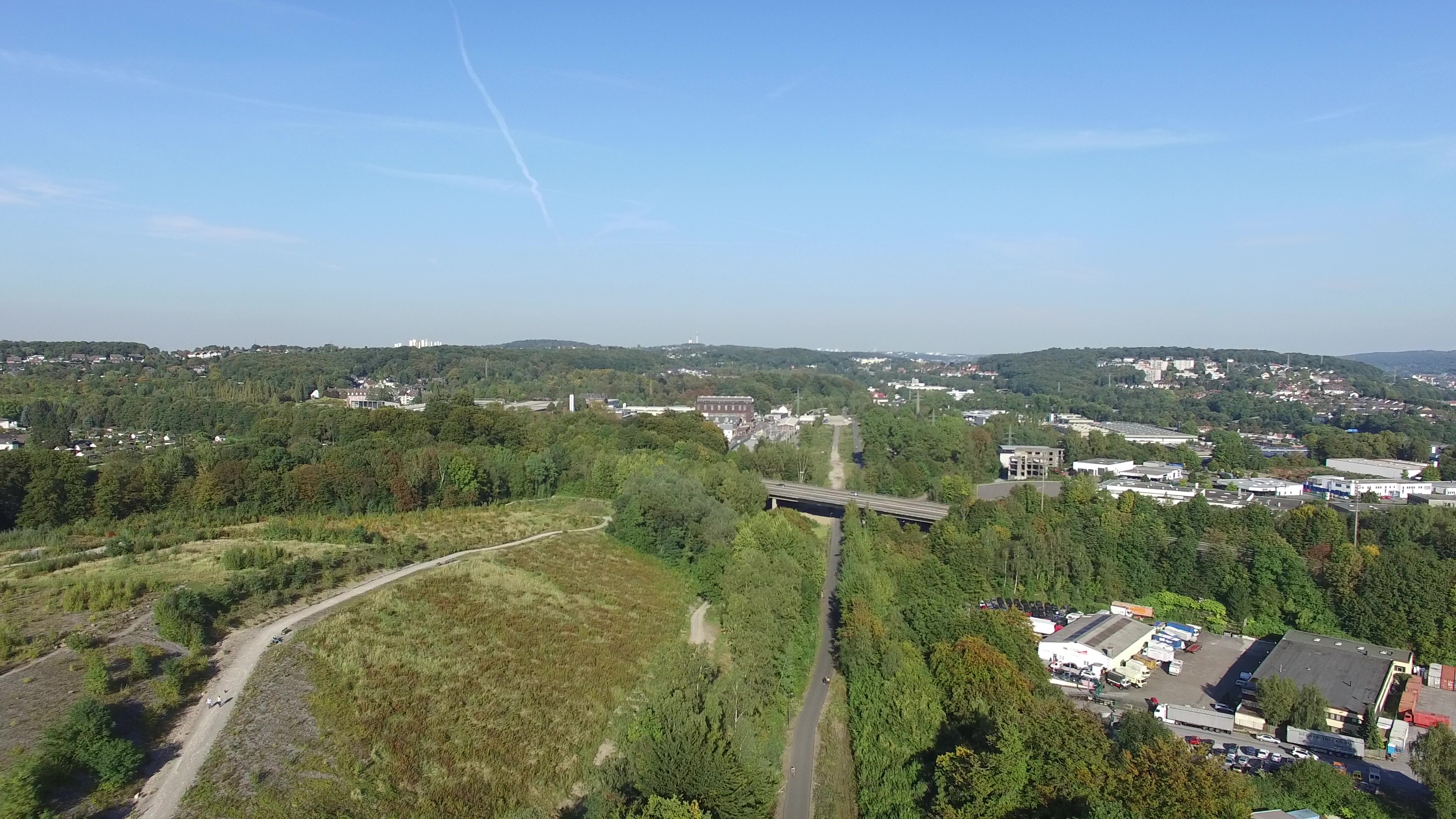
Nordbahntrasse bei Wuppertal-Lüntenbeck

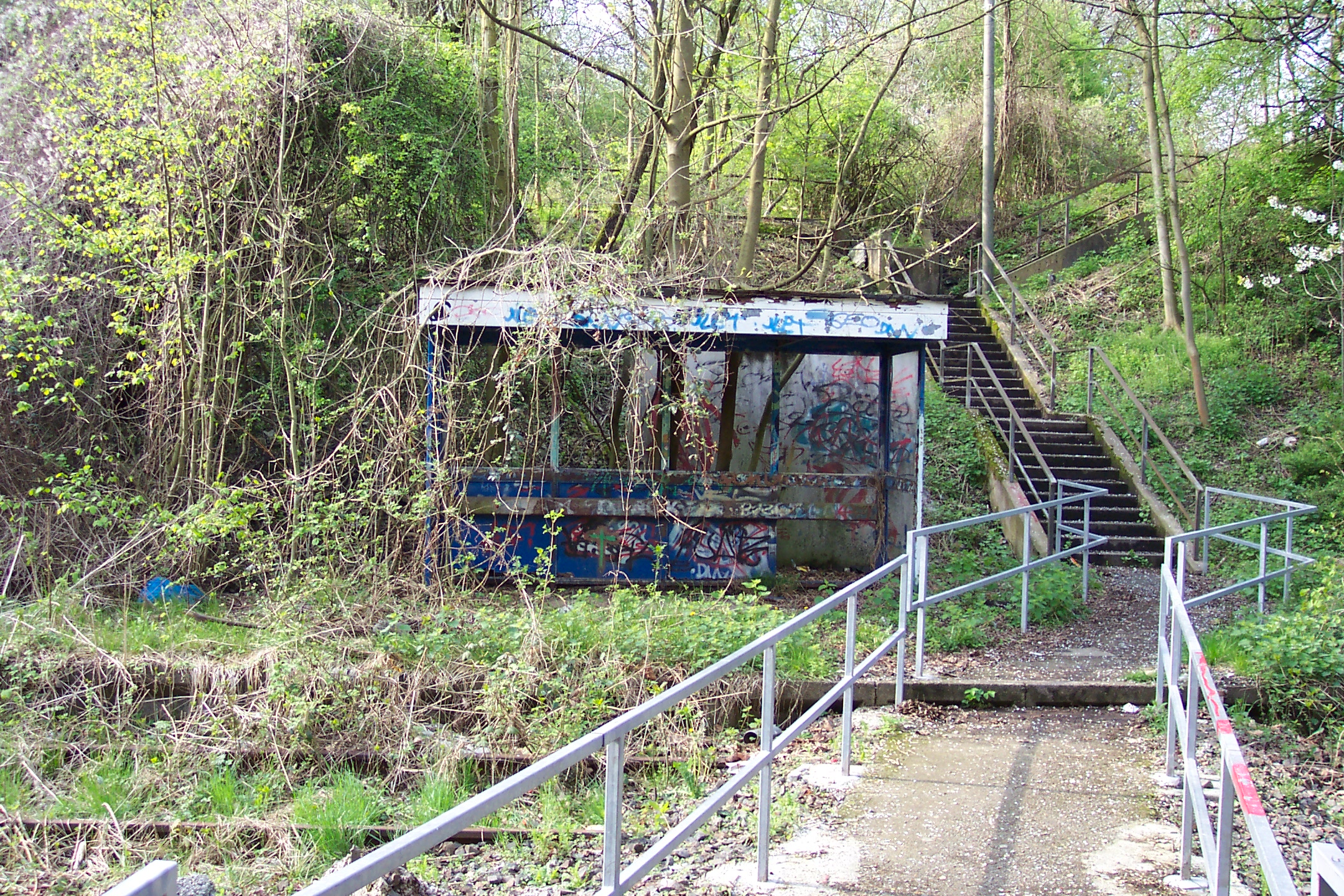
Überwucherter Haltepunkt Dorp vor dem Umbau zum Radweg

1998 übernahm die Regiobahn GmbH den Abschnitt Düsseldorf-Gerresheim – Dornap-Hahnenfurth von der Deutschen Bahn. Die Strecke wird heute von Düsseldorf bis Wuppertal-Vohwinkel durch die Regiobahn als S 28 der S-Bahn Rhein-Ruhr im Personenverkehr bzw. bis Dornap-Hahnenfurth für Güterzüge zu den dortigen Kalkwerken der Rheinkalk genutzt. Am 13. Dezember 2020 wurde der Personenverkehr verlängert; die Züge fahren ab Mettmann Stadtwald über Wuppertal-Hahnenfurth/Düssel und Wuppertal-Vohwinkel bis Wuppertal Hbf.
Von Hahnenfurth bis Wuppertal-Wichlinghausen ist die dort Wuppertaler Nordbahn genannte Verbindung abgebaut. Auch der Anschlussabschnitt zwischen Wuppertal-Vohwinkel und Lüntenbeck (von 1896, Streckennummer 2722) ist seit Dezember 1999 stillgelegt.
Im weiteren Verlauf ab Wuppertal-Wichlinghausen ist die Strecke stillgelegt und bis Schwelm abgebaut. Im Zuge des sechsstreifigen Ausbaus der Bundesautobahn 1 wurde die querende Eisenbahnbrücke an der Stadtgrenze Wuppertal/Schwelm abgerissen und somit die Trasse unterbrochen.
Von Gevelsberg bis Hagen wird die Strecke von der S 8 und S 9 der S-Bahn Rhein-Ruhr befahren. Der Abschnitt von Hagen Hbf über Herdecke nach Dortmund Signal-Iduna-Park wird von Zügen der RB 52 genutzt; sie kommen über die Volmetalbahn aus Lüdenscheid.
Auf Initiative der Wuppertalbewegung e. V. geschah die Instandhaltung der Bauwerke und die Umwandlung der Nordbahn in einen Wander- und Radweg, der als Nordbahntrasse bekannt ist. Bereits im April 2009 wurde zwischen den Stationen Rott und Ostersbaum mit der Umbaumaßnahme begonnen. Im Bereich des Bahnhofs Loh waren am 9. Mai 2010 die Randsteine gesetzt und die ersten zwei Kilometer planiert worden. Die Eröffnung dieses Teilstücks erfolgte am 5. Juni 2010 durch die Wirtschaftsministerin Thoben, den Städtebauminister Lienenkämper und den Wuppertaler Oberbürgermeister Jung.
Am 19. Dezember 2014 erfolgte in Anwesenheit des damaligen nordrhein-westfälischen Verkehrsministers Michael Groschek die offizielle Freigabe der gesamten Strecke von Wuppertal-Vohwinkel bis Wuppertal-Nächstebreck, welche seitdem mit kleineren Einschränkungen durch noch laufende Baumaßnahmen auch durchgehend befahrbar ist.
Eine kleine Interessengemeinschaft versuchte zugleich, das Gleis zwischen Wuppertal-Vohwinkel und Wuppertal-Heubruch für eine Draisinenstrecke zu erhalten, stattdessen wurde jedoch ein Industriegleis ab Bahnhof Loh als Strecke für Draisinen ausgewiesen.
Das Projekt wurde 2015 mit dem Deutschen Fahrradpreis in der Kategorie „Infrastruktur“ ausgezeichnet.

## Ausbau
Die S-Bahn wurde im Dezember 2020 zwischen Mettmann und Wuppertal in Betrieb genommen. Voraus ging der im Sommer 2005 beschlossene Bau einer Neubaustrecke: Die alte Strecke wird bei Hahnenfurth verlassen, die Neubaustrecke verläuft nördlich (statt wie die alte Strecke südlich) des Kalksteinbruchs Grube Hahnenfurth, weitestgehend parallel zur Bundesstraße 7, und fädelt sich an der Abzweigstelle Wuppertal-Dornap Abzw in die Trasse der Bahnstrecke Wuppertal-Vohwinkel–Essen-Überruhr (S 9) ein. Die Streckenführung wurde gewählt, um die Erweiterung des Kalksteinbruchs und eine mögliche Busanbindung nach Wülfrath zu erleichtern. Ein neuer Haltepunkt Wuppertal-Hahnenfurth/Düssel bindet kurz vor der Einfädelung die gleichnamigen Wuppertaler und Wülfrather Ortsteile an.
Im August 2009 erging der Planfeststellungsbeschluss durch die Bezirksregierung Düsseldorf, die Finanzierung war Ende 2013 gesichert. Mit dem Bau wurde im Januar 2014 begonnen. Die Fertigstellung war zunächst zum Fahrplanwechsel im Dezember 2016 geplant, später wurde der Termin mehrmals erst auf Dezember 2017, dann auf Dezember 2019 und schließlich auf Ende 2020 verschoben.
Die Strecke soll zwischen Düsseldorf und Mettmann elektrifiziert werden. Im Sommer 2019 lag noch kein Baurecht vor und die Arbeiten mussten mangels geeigneter Angebote neu ausgeschrieben werden. Die Ausschreibung endete am 26. November 2019 ohne Vergabe, da keine Angebote eingegangen waren oder sie alle abgelehnt wurden.
Im Mai 2025 standen jedoch bereits einige Oberleitungsmasten im Bereich zwischen Hahnenfurth und Mettmann-Stadtwald.

## Bildergalerie

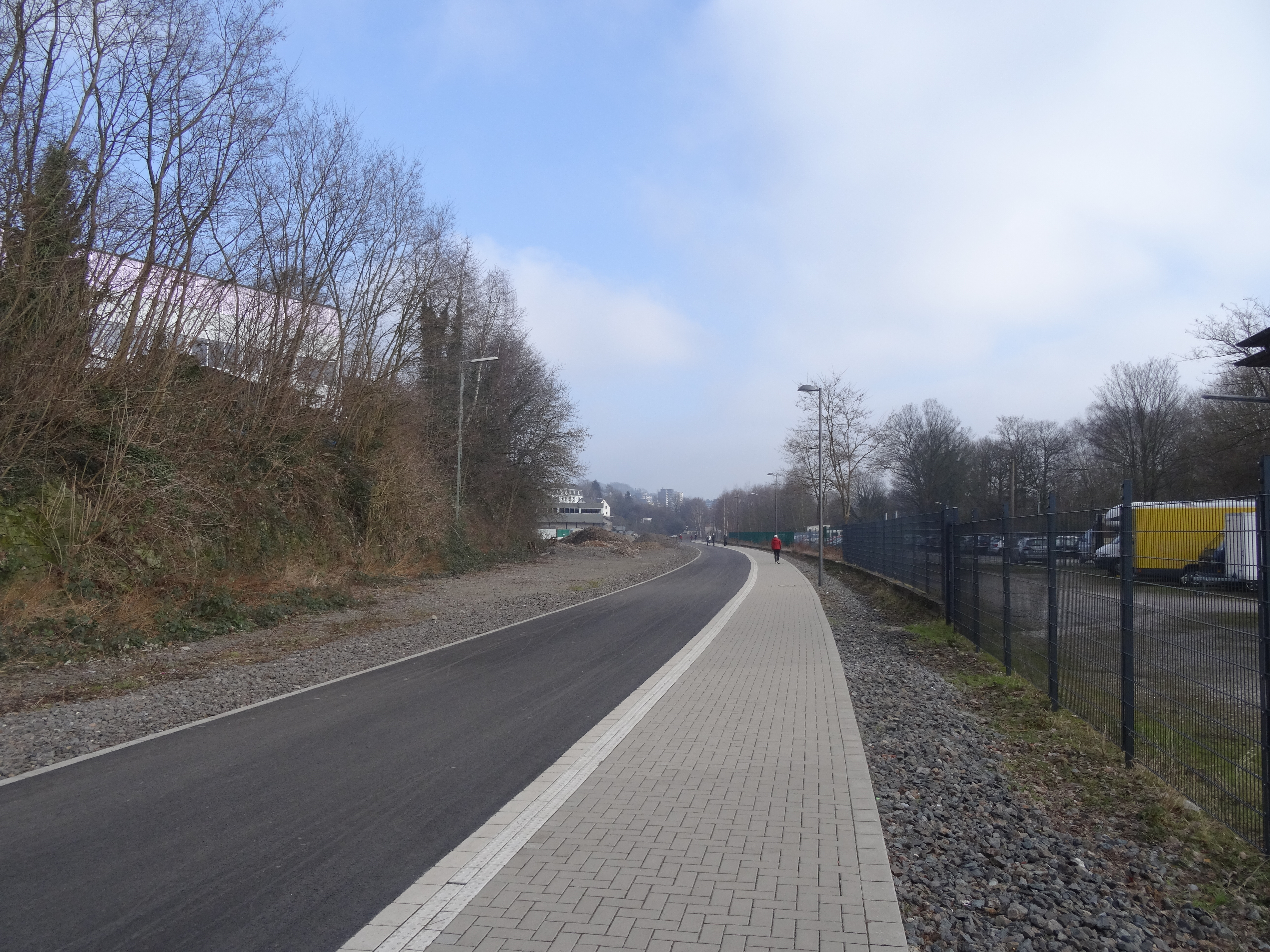
Heutige Nutzung als Radweg, Barmen, Blick nach Osten
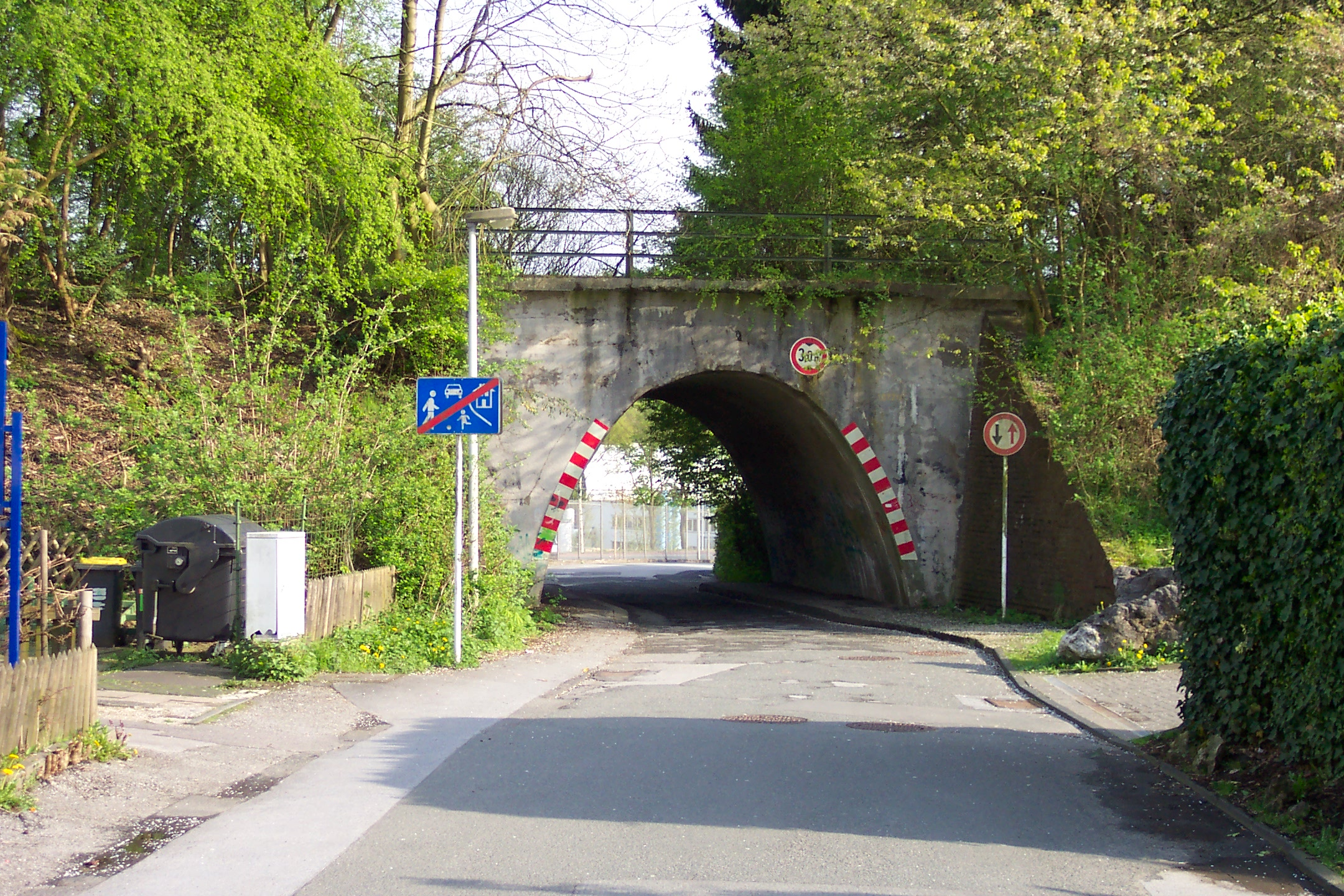
Brücke am Eskesberg
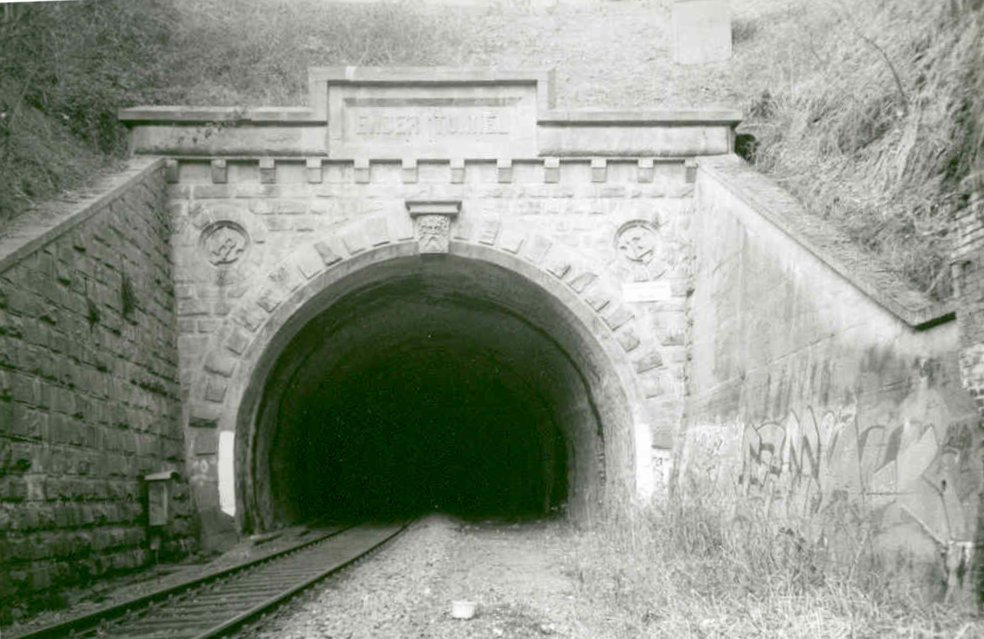
Südliches Portal des Ender Tunnels
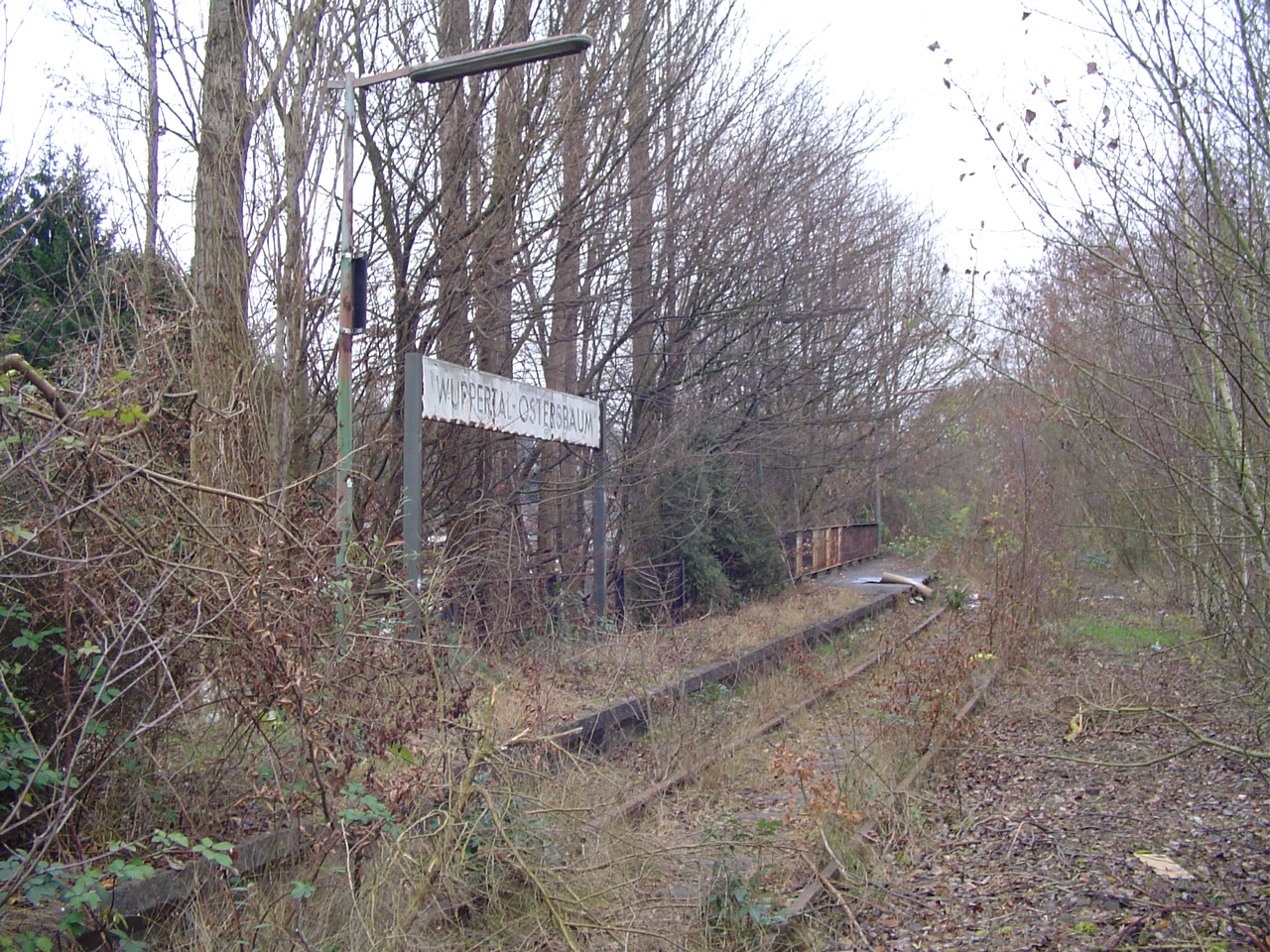
Ehemaliger Haltepunkt Wuppertal-Ostersbaum
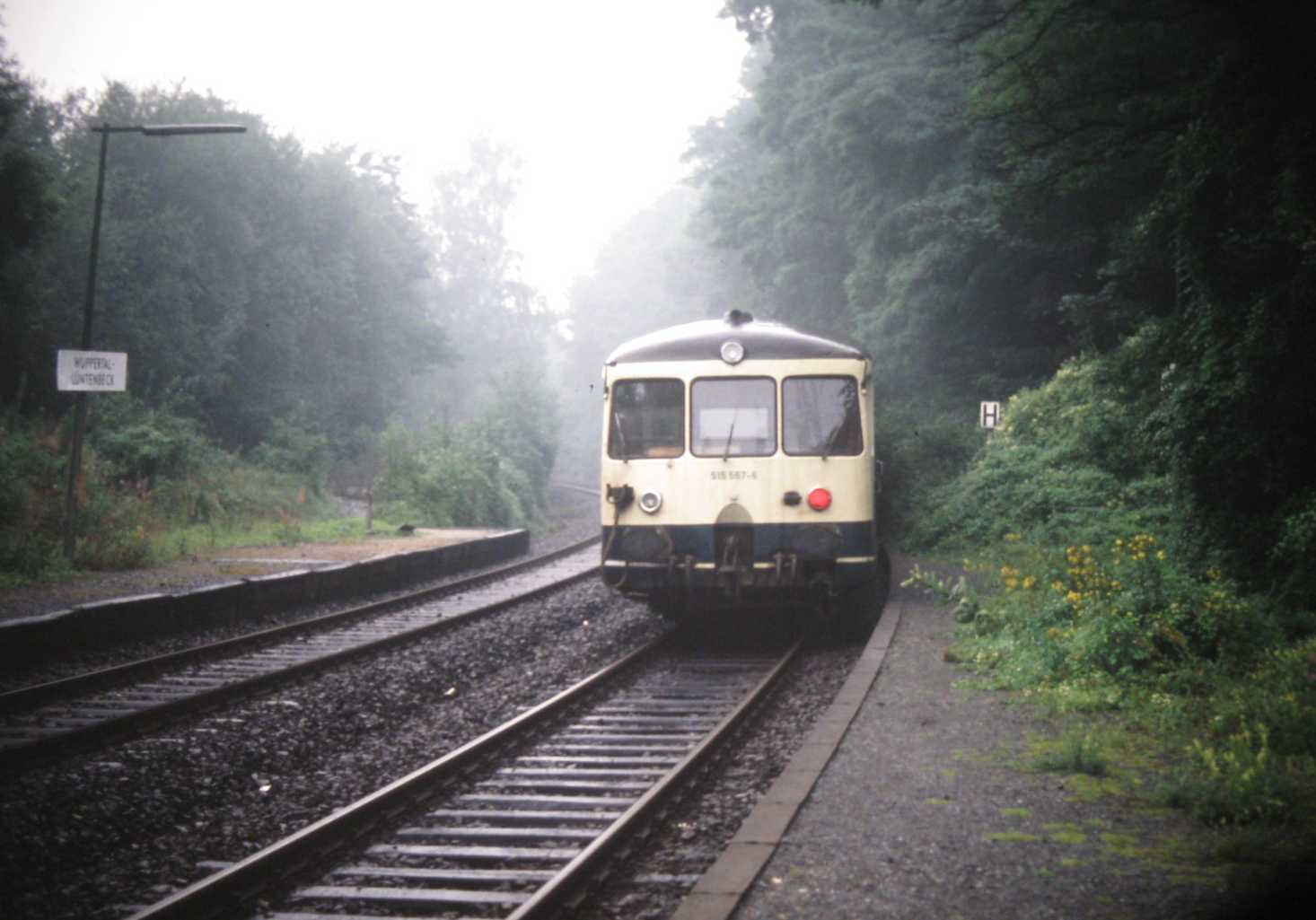
Akkumulatortriebwagen im Haltepunkt Wuppertal-Lüntenbeck